# Оксіарт
Оксіарт (*𐎢𐎺𐎧𐏁𐎫𐎼, д/н — бл. 315 до н. е./313 до н. е.) — військовий і державний діяч засів падіння імперії Ахеменідів та періоду імперії Олександра Македонського. Перси називали його Ваксувадарва, у Квінта Курція Руфа — він також зветься Оксарт.

## Життєпис
Походив з бактрійської знаті, володів своєрідним «князівством» у складі сатрапії Бактрія. Вперше згадується у 329 році до н. е., коли супроводжував Бєсса в русі до Наутаку в Согдіані. Тоді очолював согдійських вершників. Потім залишив дружину й дітей у фортеці Скеля Согдіани, а сам і далі боровся проти Олександра Македонського. Падіння фортеці 327 року до н. е. призвело до швидкої капітуляції Оксіарта, якого Олександр помилував, оскільки закохався в його доньку Роксану.
Згодом супроводжував македонське військо, сприяв капітуляції фортець у Бактрії, зокрема Скелі Хорієна й фортець, якими керував Сісіміфр.
Перед початком індійського походу Олександр Македонський надав тестю титул сатрапа над його володіннями. 326 року до н. е. Оксіарт приєднався до македонського війська в Індії. Згодом призначається сатрапом Паропамісади.
Зберіг прихильність царя до самої його смерті у 323 році до н. е., зокрема син Оксіарта увійшов до царської агемі (відбірного загону, де були представлені аристократи). Того ж року під час першого поділу у Вавилоні зберіг свої володіння та сатрапію. Це було підтверджено під час другого поділу в Трипарадісі 321 року до н. е.
Тривалий час підтримував Евмена та інших сатрапів у боротьбі проти Антигона Одноокого. Втім, після перемоги останнього у 316 році до н. е. визнав його владу. Натомість зберіг сатрапію.
Втім, ймовірно, загинув у війні проти Чандраґупти Маур'ї.